# 柔湖
温柔湖，简称柔湖是月球正面的一座小月海，介于汽海、澄海和静海之间，大小约80公里。该月海现代名称的首次出现，是在1973年出版的美国军事测绘局为美国宇航局绘制的月图上，1976年被国际天文学联合会批准采纳。此前，它曾被称为"曼尼里乌斯 N"，一个曼尼里乌斯陨石坑附近的特征名。

## 名称和附近特征
温柔湖中心的月面坐标为北纬14.3°、东经12.1°。东北面是海摩斯山脉低矮山脊的起点，中间坐落着数座月湖：东北是冬湖、西北是欢乐湖和忧伤湖。此外，附近还有几处更小的月海-被熔岩覆盖的撞击坑。
温柔湖西侧40公里处是一座明亮的年轻撞击坑-直径40公里的曼尼里乌斯陨石坑(Manilius)，周围散布着它的卫星坑，其中位于温柔湖东岸的"曼尼里乌斯 X"和"曼尼里乌斯 W"陨坑，是截止2015年月湖中仅命名的撞击坑。

## 描述
该月湖外形酷似蘑菇，其尺寸为：东西70公里、东南至西北80-90公里。柔湖湖岸以及相邻陆地区都覆盖着“雨海纹理”(Imbrium Sculpture)西北面巨大的雨海撞击盆地所跌落的溅射物构成的众多小山脊和凹陷。
该月湖最大部分的地形是一座已被熔岩覆盖的小(3公里)撞击坑，坐落在邻近的曼尼里乌斯坑暗淡射纹线西侧。
从该区域累积的撞击坑数量计数，柔湖大约是在35-37亿年前的晚雨海世时期被熔岩覆盖。其表面低于月表基准高度0.8-1.1公里，与周边大多数月湖及汽海处于同一水平，比毗邻的静海区高数米，较澄海高1.5米。